# 上宮天満宮

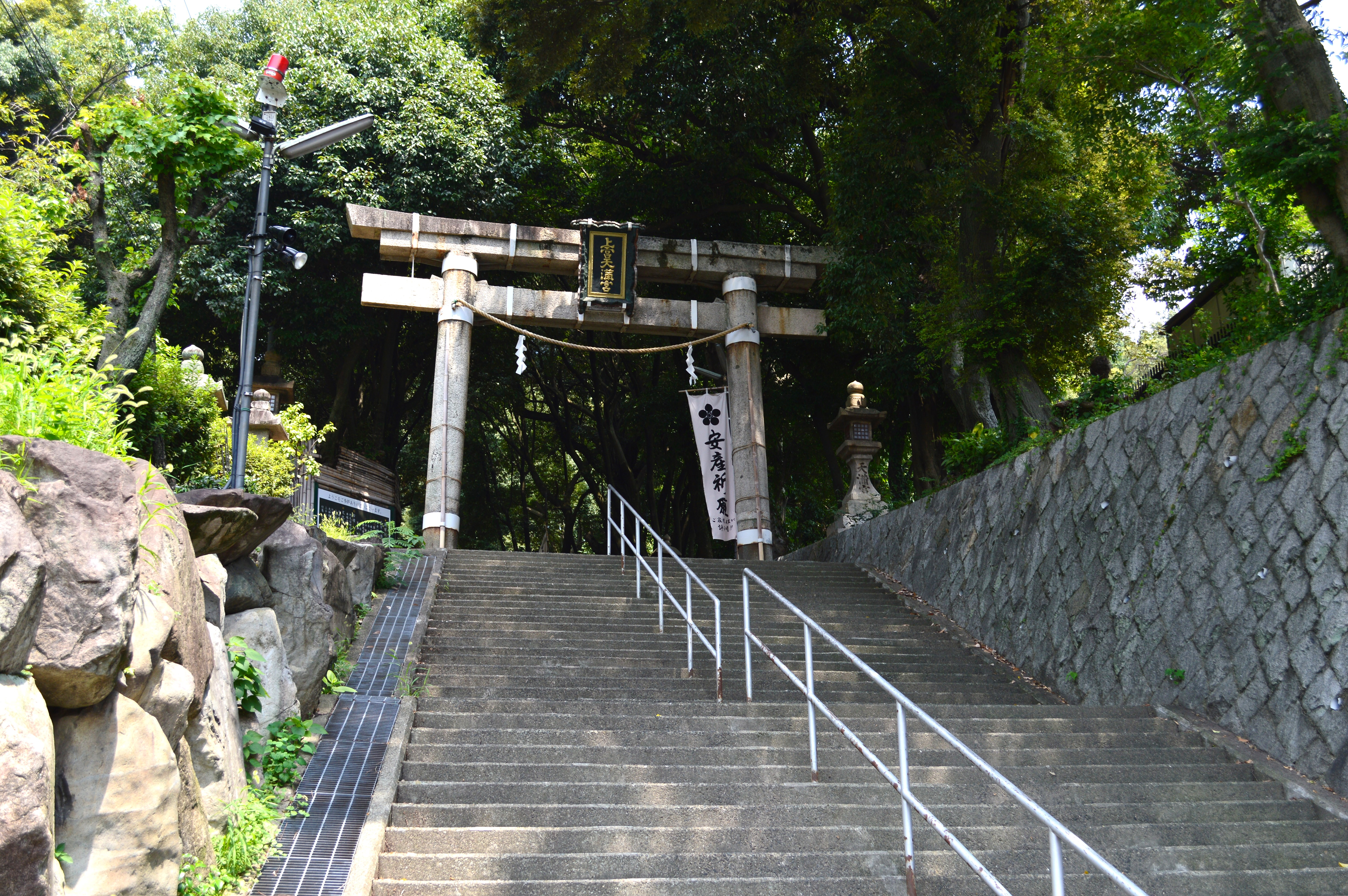
二の鳥居

上宮天満宮（じょうぐうてんまんぐう）は、大阪府高槻市天神町にある神社。旧社格は郷社。一般には「うえのみやてんまんぐう」と呼ばれるほか、「北山の天神さん」とも称される。
「太宰府天満宮に次いで日本で2番目に古い天満宮」と称され、「上宮」の名も、創建が京都の北野天満宮より以前であることから冠せられたといわれる。

## 祭神
主祭神
- 菅原道真命（すがわらのみちざねのみこと）

配祀神
- 武日照命（たけひなてるのみこと） - 土師氏（菅原氏等の前身）の祖神である天穂日命の子。
- 野見宿禰命（のみのすくねのみこと） - 土師氏祖。

## 歴史

### 創建期
上宮天満宮は「天神山（てんじんやま）」（「日神山〈ひるがみやま〉」）と呼ばれる丘陵上に鎮座し、社伝によれば太古に武日照命が当地に降臨して鎮座したという。
その後正暦4年（993年）、勅使・菅原為理が太宰府に下向して菅原道真の墓に参拝し、贈左大臣正一位の詔を伝え、菅公の御霊代と菅公自筆の自画像を奉じての帰途、この地に達した時に急に牛車が動かなくなった。為理は、「この地の山上には菅公の祖先である野見宿禰の祖廟がある。牛車が動かないのも理由があることだ。山上に自画像を奉安して祀るのが良い」として道真を祀ったのが上宮天満宮の始まりとする。また、道真を祀った社としては太宰府天満宮に次いで日本で2番目に古いものであるとする。
もともと当地には『延喜式神名帳』に記載される「摂津国島上郡 野身神社」（現: 摂社・野身神社）があり、土師氏が氏神として祀っていたと考えられている。それが後になって道真を祀る天満宮が創建され、野身神社がそれに吸収されたものと見られる。野身神社は、野見宿禰の墳墓と伝わる小墳丘（宿禰塚古墳）の上にある。
『和名抄』には摂津国島上郡に「濃味郷（のみのごう）」の記載が見え、「のみ」が古い地名であることが示唆される。なお上宮天満宮の境内・境外には、銅鐸も出た弥生時代の天神山遺跡が残るほか、宿禰塚古墳のほか昼神車塚古墳、中将塚古墳があり、古くから栄えていた様子がうかがわれる。

### 中世以降
永禄11年（1568年）、芥川山城に籠城する三好長逸を討伐する際に織田信長が当社に本陣を構えている。天正6年（1578年）には高槻城主となったキリシタン大名の高山右近が当社に火を放ったという。天正10年（1582年）の山崎の戦いの際には、羽柴秀吉が参道である「天神馬場」に本陣を置いた。その後、山崎の戦いに勝利した秀吉は戦勝に感謝し、天正18年（1590年）に社地を寄進して社殿を修造した。
明暦2年（1656年）には高槻藩主・永井直清が拝殿と大鳥居を再建している。
1879年（明治12年）5月、「野身神社」に改称し、近代社格制度において郷社に列格した。太平洋戦争後、元の「上宮天満宮」の名に復している。
1996年（平成8年）11月、放火により天正18年（1590年）に豊臣秀吉により造営されたという本殿が焼失した。しかし、2002年（平成14年）12月に日本初の竹製の本殿として再建されている。

## 境内
- 本殿 - 2002年（平成14年）12月再建。現在の本殿の外部資材は主に竹が用いられている。これは上宮天満宮が保持するおよそ2万平方メートル（2ヘクタール、約6,000坪）、8,000本のモウソウチク（孟宗竹）林の整備と再利用の推進によるものである[6]。
- 幣殿
- 拝殿（割拝殿） - 明暦2年（1656年）に、高槻藩主永井直清による造営[2][5]。
- 神楽所・御霊屋
- 上満庫
- 社務所
- 絵馬堂
- 神具室
- 竹林・花木園「千辨万華」

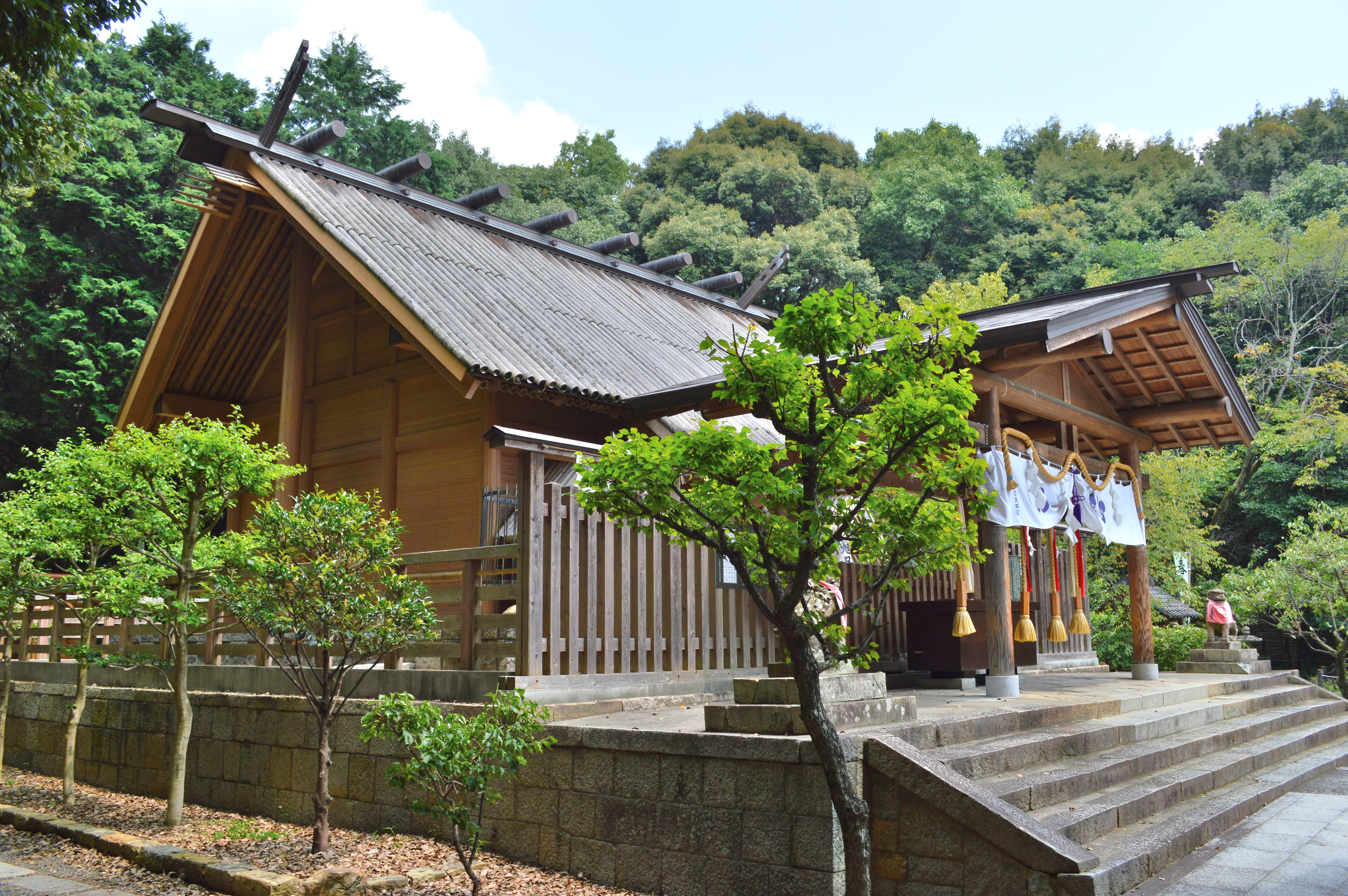
竹製の本殿
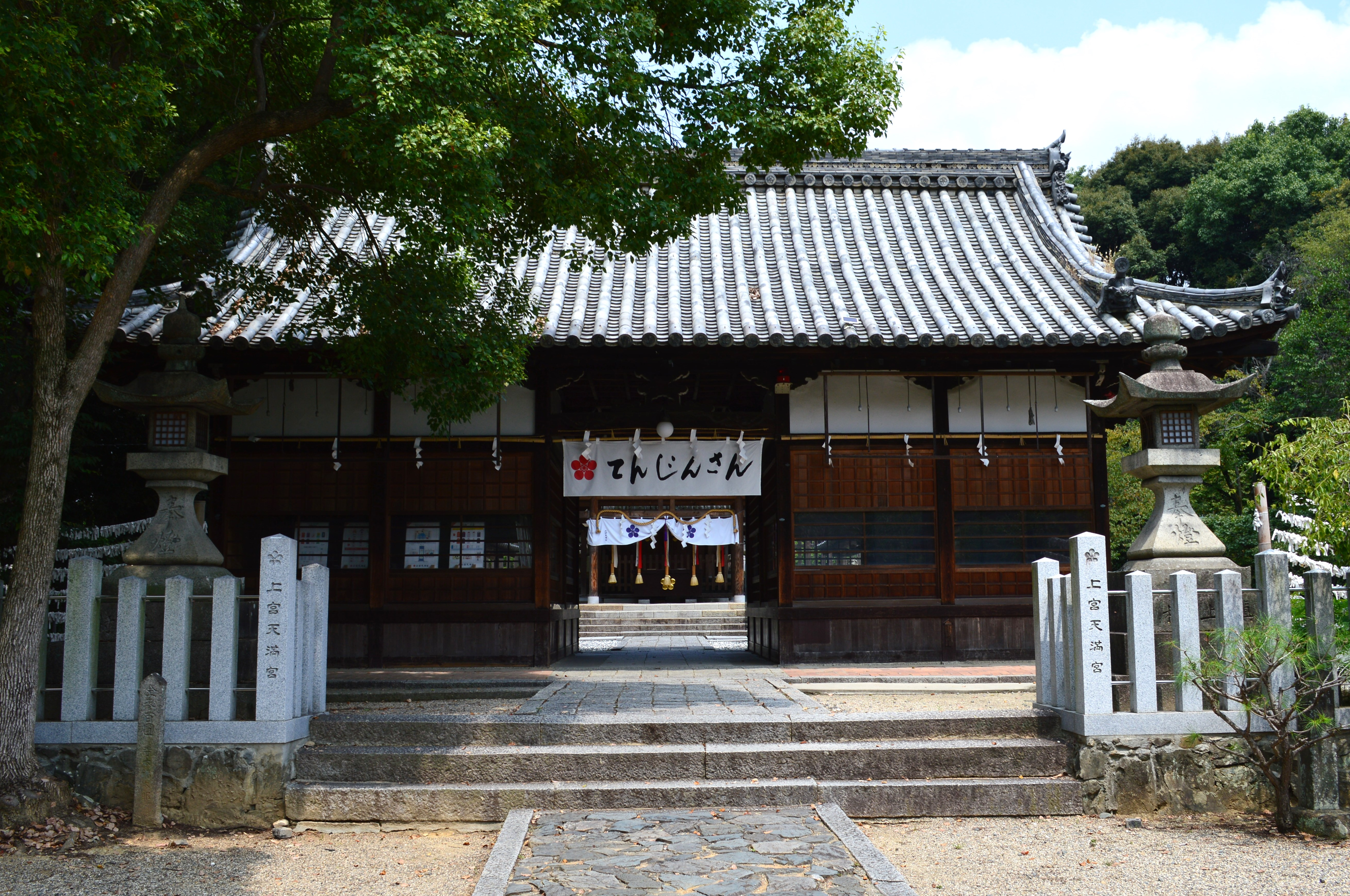
割拝殿

### 摂社

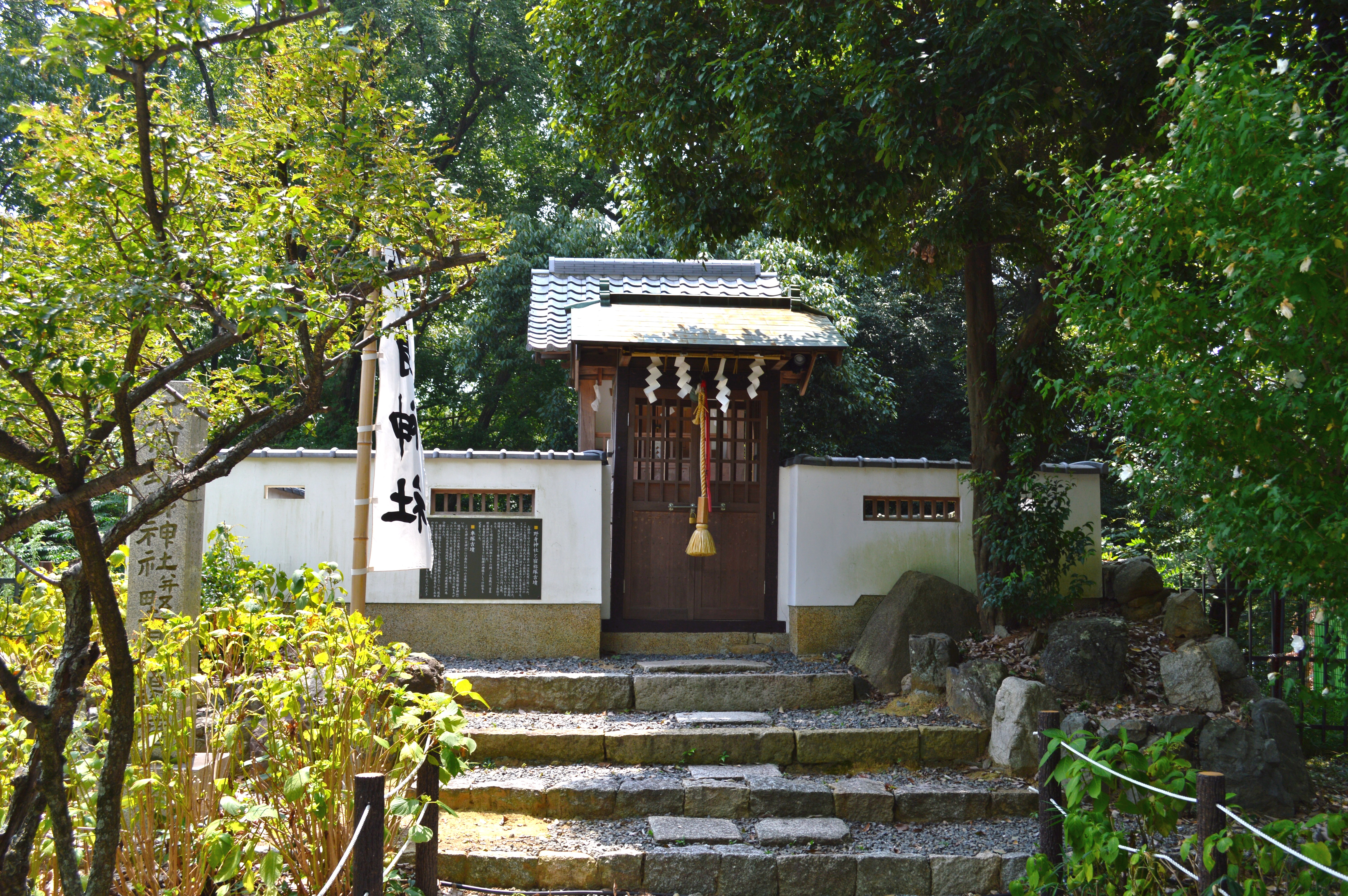
野身神社

- 野身神社
  - 祭神：野見宿禰命
  - 式内社「野身神社」論社

参道を登り三柱山門より境内に入ってすぐ右手の「宿禰塚古墳」という墳丘上に鎮座する。高槻市野見町の野見神社も式内社論社とされるが、比定にはこの野身神社が有力視される。古墳であることは確かとされるが、古墳を野見宿禰の墓とする伝承は定かでない[7]。

### 末社
- 皇大神社 - 祭神：天照皇大神
- 厳島神社 - 祭神：市杵島姫命、田心姫命、湍津姫命
- 春日社 - 祭神：春日神
- 四社殿 - 日吉社、金比羅社、稲荷社、荒神社

## 文化財

### 重要美術品
- 石造灯籠 - 本殿脇、鎌倉時代の作とされる[2][5]。1942年（昭和17年）5月30日、旧「重要美術品等ノ保存ニ関スル法律」により認定[8]。

### その他
- 上宮型狛犬 - 本殿前両側、宝暦9年（1759年）11月寄進、芥川・石大工・西田新九郎正義の作。浪花狛犬のうち社名から「上宮型」と称される。それ以前の狛犬のように背筋を伸ばして座るが、獅子舞のような四角い顔を持つ。
  - 左: 阿型（無角）、体長71センチメートル
  - 右: 吽型（有角）、体長68センチメートル

なお、JR京都線高槻駅から上宮天満宮に至る参道に位置する大鳥居（一の鳥居）の両側には、文久2年（1862年）の浪花式狛犬がある[1]。
- 算額 - 1900年（明治33年）矢野門人稲葉伊三郎他31名奉納。絵馬堂に掲額。

## 例祭「初天神」
毎年2月25日と26日に、例祭「初天神」、通称「天神まつり」がある。JR高槻駅北側から延びる参道には、特設ステージの催しや多数の屋台が出るなど、高槻市最大の祭典といえるほどの規模であり、市民の楽しみになっている。

## 前後の札所
菅公聖蹟二十五拝
23 太宰府天満宮　-　24 上宮天満宮　-　25 北野天満宮

## 参拝
- 参拝時間: 18:00まで
- 駐車場: 10:00-1600

## 交通アクセス
- JR西日本京都線 高槻駅 （徒歩約7分）
- 阪急電鉄京都本線 高槻市駅 （徒歩約16分）

## 周辺
- 天神山遺跡（てんじんやまいせき）
標高50-100メートルの[10]天神山丘陵上にひろがる弥生時代中-後期の集落跡であり、住居跡や墓地とともに多くの土器、石器、分銅形土製品（ふんどうがたどせいひん）などが出土した[11]。住居跡のない丘陵中央の尾根からは、袈裟襷文（けさだすきもん）のある約60センチメートルの銅鐸が出土している[12]。
- 昼神車塚古墳（ひるがみくるまづかこふん）
天神山（ひるがみ山）丘陵の南端[13]、天満宮とは府道を跨いで残る前方後円墳。古くから天満宮境内であったが、府道建設で分断されている。
6世紀中頃の造営と推測されており[10]、規模は全長60メートル、前方部幅40メートル、後円部径35メートル[13]。古墳からは多数の埴輪も出土した[14]。当地は埴輪技術集団である土師氏の拠点であることに加え、この昼神車塚古墳の埴輪が近くの大型古墳である太田茶臼山古墳と今城塚古墳の埴輪と同じ窯で焼成されたと分かっており、当地氏族の両古墳への関与が明らかとなっている[7]。